# Bram Panman
Abraham Cornelis (Bram) Panman (Batavia, 4 april 1937) is een Nederlands voormalig voetballer.
Panman kwam uit de jeugdopleiding van Feyenoord. Hij kwam uit voor Jong Oranje. Als keeper stond hij meer dan twintig keer in het eerste team van Feyenoord, waarvan 16 keer in de eredivisie. In de periode 1956-1958 wisselde hij vaak stuivertje met de keepers Teun van Pelt en Wim Onderstal. Na die tijd werd Eddy Pieters Graafland vaste doelman van Feyenoord.

## Carrière na Feyenoord
Panman werd eind jaren vijftig gymleraar op het Stanislascollege in Delft, waar hij 36 jaar les gaf. Daarnaast keepte hij bij RKSV Leonidas in Rotterdam en SV DHL in Delft. Na zijn actieve periode als doelman werd hij trainer van diverse voetbalclubs in de Delftse regio: Delfia, Quick, VV Lyra, VV Moordrecht en DHL. Op latere leeftijd rondde hij een studie beleidssociologie aan de Erasmus Universiteit in Rotterdam af.

## Spelerstatistieken op hoogste niveau
| seizoen | club      | land      | competitie | wed. |
| ------- | --------- | --------- | ---------- | ---- |
| 1956-57 | Feyenoord | Nederland | Eredivisie | 5    |
| 1957-58 | Feyenoord | Nederland | Eredivisie | 9    |
| 1958-59 | Feyenoord | Nederland | Eredivisie | 2    |

## Publicatie
- Jan van der Mast: 'Ik moest alles alleen doen' [Over Bram Panman]. In: Hard Gras 112 (2017) Online versie